# 메인스트림 재즈

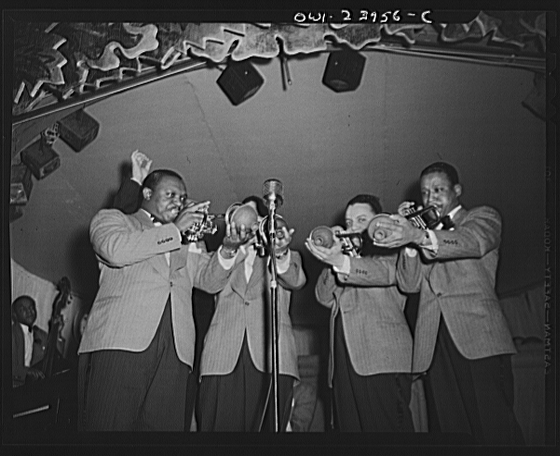
Duke Ellington Orchestra

메인스트림 재즈(mainstream jazz)는 한 시대의 대중적인 재즈 음악이다. 스윙 시대의 팝 재즈 음악의 어떠한 것이라도 주류로 간주했던 음악 기자 스탠리 댄스에 의해 1950년 만들어진 용어이다. 1950년대의 메인스트림 재즈를 기술하는 또다른 방식은 비밥 스타일을 도입하지 않은 음악이었다.
메인스트림이란 주류파라는 뜻이다. 스윙 시대에서 모던 재즈 시대에 걸쳐 다소 모던한 센스를 가지면서 스윙이디엄으로 연주한 캄보 세션을 말한다. 스윙도 아니고 모던도 아닌 중간적인 스타일인 데서 영국에서는 '메인스트림 재즈'라 하고 있다.